# Treppenhauer
Der Treppenhauer (veraltet auch Trappenauer 1) ist eine 351 m hohe Berghöhe südwestlich von Sachsenburg, einem Ortsteil der Stadt Frankenberg in Sachsen. Bereits frühzeitig ging auf ihm intensiver Bergbau auf Silber und Kupfer um, der im 13./14. Jahrhundert zur Bildung der inzwischen wüsten Bergstadt Bleiberg führte.

## Beschreibung und Geologie
Der überwiegend bewaldete Treppenhauer erhebt sich mit über 100 m Höhendifferenz steil am rechten Ufer aus dem Zschopautal, während er im Norden und Osten sanft in die benachbarte Landschaft übergeht. Naturräumlich liegt er im Erzgebirgsvorland an der Grenze zwischen Erzgebirgsbecken und Mulde-Lösshügelland.
Geologisch gehört er zum äußeren Schiefermantel des Sächsischen Granulitgebirges. Das Gebiet ist tektonisch stark beansprucht und durch Staffelbrüche gekennzeichnet. Im nordwestlichen Teil überwiegen silurische Gesteine, vor allem schwärzlichgrauer, phyllitischer Tonschiefer, Knotenschiefer und ein größerer Block Kieselschiefer, im südöstlichen Teil dagegen verknetete devonische Ton- und Kieselschiefer sowie Kalksteine.
Das Gebiet wird in kurzen Abständen durch mehrere parallele, NW-streichende Gänge durchsetzt. Der Hauptgang bestand überwiegend aus Baryt und etwas Quarz mit Spuren von Chalkopyrit und war 1-1,5 m mächtig.

## Bergbau
Der Bergbau in diesem Gebiet beginnt in der Mitte des 13. Jahrhunderts 2, als die bäuerliche Besiedlung, umfangreiche Silberfunde im Freiberger Raum sowie die Einführung der Bergfreiheit durch Markgraf Otto von Meißen zum ersten Berggeschrey führten. Der Bergbau erlangte schnell eine große Bedeutung und führte in kurzer Zeit zur Entstehung der Bergstadt Bleiberg. Auf engstem Raum waren zahlreiche Gruben im Abbau, die in einem dem Duckelbau ähnlichen Verfahren Kupfer-, Blei- und Silbererze förderten. Während der Bergbau auf Silber entlang der Baryt-Quarz-Gänge erfolgte, wurde das Kupfer aus dem schwärzlichen Schiefer gewonnen. Bereits Mitte des 14. Jahrhunderts wurde der Bergbau wieder eingestellt – und zwang die Bewohner zum Verlassen der Bergstadt.
Im 15. und 16. Jahrhundert gab es erfolglose Versuche zur Wiederaufnahme des Bergbaus. Der Bergbau wird als bereits lange stillgelegt bezeichnet.
Im 18. Jahrhundert wurde vom Zschopautal aus am Fuße des Treppenhauers der Treppenauer Stolln vorangetrieben. Insbesondere im Zeitraum von 1740 bis 1786 wurde der Stollen auf eine Länge von 1209 m aufgefahren. Der Stollen folgte dem Hauptgang über 380 m und verläuft fast bis nach Sachsenburg. Hierbei wurde auch ein Tagesschacht und mehrere Lichtlöcher abgeteuft.
Im Februar 1912 wurde der Stollen zur Wassergewinnung für die Stadt Mittweida erneut verliehen.
Etwa 1947/48 suchte die SAG Wismut nach Uranerzen.